# ريجي بانستر
ريجي بانستر (بالإنجليزية: Reggie Bannister)‏ هو فنان الماكياج وكاتب سيناريو وملحن ومغني ومخرج وممثل أمريكي، ولد في 29 سبتمبر 1945 بلونغ بيتش في الولايات المتحدة.

## وصلات خارجية
- ريجي بانستر على موقع IMDb (الإنجليزية)
- ريجي بانستر على موقع روتن توميتوز (الإنجليزية)
- ريجي بانستر على موقع ألو سيني (الفرنسية)
- ريجي بانستر على موقع أول موفي (الإنجليزية)
- ريجي بانستر على موقع قاعدة بيانات الأفلام السويدية (السويدية)
- ريجي بانستر على موقع قاعدة بيانات الفيلم (الإنجليزية)
- ريجي بانستر على موقع كينوبويسك (الروسية)